# Kameroen op de Olympische Zomerspelen 2012
Kameroen nam deel aan de Olympische Zomerspelen 2012 in Londen, Verenigd Koninkrijk.

## Deelnemers en resultaten
(m) = mannen, (v) = vrouwen

### Atletiek
| Olympiër          | Onderdeel | Resultaat | Prestatie                                          |
| ----------------- | --------- | --------- | -------------------------------------------------- |
| Idrissa Adam      | 100m (m)  | DNF       | serie 4: niet gefinisht                            |
|                   |           |           |                                                    |
| Delphine Atangana | 100m (v)  | 49e       | serie 2: 1ste in 11,71 kwartfinale 7: 7de in 11,82 |

### Boksen
| Olympiër                    | Onderdeel  | Resultaat | Prestatie                                                             |
| --------------------------- | ---------- | --------- | --------------------------------------------------------------------- |
| Thomas Essomba              | -49kg (m)  | 9e        | 1ste ronde: W van MAR Daraa: 13-10 2de ronde: V van IRL Barnes: 10-15 |
| Yhyacinthe Mewoli Abdon     | -60kg (m)  | 17e       | 1ste ronde: V van UZB Gaibnazarov: 6-11                               |
| Serge Ambomo                | -64kg (m)  | 17e       | 1ste ronde: V van TUR Şener: 10-19                                    |
| Christian Donfack Adjoufack | -81kg (m)  | 17e       | 1ste ronde: V van GER Kolling: 6-15                                   |
| Blaise Yepmou Mendouo       | +91kkg (m) | 9e        | 1ste ronde: V van MAR Arjaoui: 6-15                                   |

### Gewichtheffen
| Olympiër               | Onderdeel  | Resultaat | Prestatie                                                    |
| ---------------------- | ---------- | --------- | ------------------------------------------------------------ |
| Frederic Fokejou Tefot | +105kg (m) | 17e       | trekken: 17de met 160kg stoten: 16de met 202kg totaal: 362kg |
|                        |            |           |                                                              |
| Madias Nzesso          | -75kg (v)  | 6e        | trekken: 3de met 115kg stoten: 3de met 131kg totaal: 246kg   |

### Judo
| Olympiër           | Onderdeel | Resultaat | Prestatie                                    |
| ------------------ | --------- | --------- | -------------------------------------------- |
| Dieudonne Dolassem | -90kg (m) | 17e       | 1ste ronde: V van GEO Liparteliani: waza-ari |

### Roeien
| Olympiër          | Onderdeel | Resultaat | Prestatie |
| ----------------- | --------- | --------- | --- |
| Paul Etia Ndoumbe | skiff (m) | 32e       | serie 3: 6de in 7.29,77 herkansingen: 5de in 7.24,15 halve finale E/F: 5de in 7.58,48 finale F: 2de in 7.46,23 |

### Tafeltennis
| Olympiër      | Onderdeel     | Resultaat | Prestatie |
| ------------- | ------------- | --------- | --- |
| Sarah Hanffou | enkelspel (v) | 49e       | voorronde: W van LIB Moumjoghlian: 4-0 (11-6, 11-4, 11-6, 11-2) 1ste ronde: V van FRA Xian: 1-4 (11-8, 7-11, 7-11, 3-11, 6-11) |

### Voetbal
| Olympiër | Onderdeel | Resultaat | Prestatie                                                                             |
| --- | --------- | --------- | ------------------------------------------------------------------------------------- |
| Françoise Bella Bébéy Beyene Augustine Ejangue Gaëlle Enganamouit Raissa Feudjio Adrienne Iven Yvonne Leuko Christine Manie Bibi Medoua Claudine Meffometou Annette Ngo Ndom Madeleine Ngono Manie Ajara Nchout Gabrielle Onguéné Ysis Sonkeng Jeannette Yango Francine Zouga | vrouwen   | 9e        | groep E: 4de V van Brazilië: 0-5 V van Groot-Brittannië: 0-3 V van Nieuw-Zeeland: 0-1 |

| Groep C |               |             |             |             |             |            |            |            |        |
| #       | Land          | Wedstrijden | Wedstrijden | Wedstrijden | Wedstrijden | Doelpunten | Doelpunten | Doelpunten | Punten |
| #       | Land          | G           | W           | G           | V           | V          | T          | Saldo      | Punten |
| 1       | Brazilië      | 3           | 3           | 0           | 0           | 9          | 3          | +6         | 9      |
| 2       | Egypte        | 3           | 1           | 1           | 1           | 6          | 5          | +1         | 4      |
| 3       | Wit-Rusland   | 3           | 1           | 0           | 2           | 3          | 6          | -3         | 3      |
| 4       | Nieuw-Zeeland | 3           | 0           | 1           | 2           | 1          | 5          | -4         | 1      |

| Ronde      | Datum    | Plaats           | Land | Score    | Land |
| ---------- | -------- | ---------------- | ---- | -------- | ---- |
| Groepsfase |          |                  |      |          |      |
| 25 juli    | Cardiff  | Kameroen         | 0-5  | Brazilië |      |
| 28 juli    | Cardiff  | Groot-Brittannië | 3-0  | Kameroen |      |
| 31 juli    | Coventry | Nieuw-Zeeland    | 3-1  | Kameroen |      |

### Worstelen
| Olympiër      | Onderdeel   | Resultaat   | Prestatie |
| Vrije stijl   | Vrije stijl | Vrije stijl | Vrije stijl |
| ------------- | ----------- | ----------- | --- |
| Annabelle Ali | -72kg (v)   | 7e          | kwalificatie: vrij 1ste ronde: W van MAD Soloniaina: 5-0 kwartfinale: V van BUL Zlateva: 0-3 herkansingen: V van BLR Marzaliuk: 0-3 |

### Zwemmen
| Olympiër           | Onderdeel          | Resultaat | Prestatie             |
| ------------------ | ------------------ | --------- | --------------------- |
| Paul Edingue Ekane | 50m vrije slag (m) | 54e       | serie 2: 6de in 27,87 |
|                    |                    |           |                       |
| Antoinette Guedia  | 50m vrije slag (v) | 53e       | serie 4: 6de in 29,28 |

Afghanistan · Albanië · Algerije · Amerikaanse Maagdeneilanden · Amerikaans-Samoa · Andorra · Angola · Antigua en Barbuda · Argentinië · Armenië · Aruba · Australië · Azerbeidzjan · Bahama's · Bahrein · Bangladesh · Barbados · België · Belize · Benin · Bermuda · Bhutan · Bolivia · Bosnië en Herzegovina · Botswana · Brazilië · Britse Maagdeneilanden · Brunei · Bulgarije · Burkina Faso · Burundi · Cambodja · Canada · Centraal-Afrikaanse Republiek · Chili · China · Chinees Taipei · Colombia · Comoren · Congo-Brazzaville · Congo-Kinshasa · Cookeilanden · Costa Rica · Cuba · Cyprus · Denemarken · Djibouti · Dominica · Dominicaanse Republiek · Duitsland · Ecuador · Egypte · El Salvador · Equatoriaal-Guinea · Eritrea · Estland · Ethiopië · Fiji · Filipijnen · Finland · Frankrijk · Gabon · Gambia · Georgië · Ghana · Grenada · Griekenland · Groot-Brittannië · Guam · Guatemala · Guinee · Guinee‑Bissau · Guyana · Haïti · Honduras · Hongarije · Hongkong · Ierland · IJsland · India · Indonesië · Irak · Iran · Israël · Italië · Ivoorkust · Jamaica · Japan · Jemen · Jordanië · Kaaimaneilanden · Kaapverdië · Kameroen · Kazachstan · Kenia · Kirgizië · Kiribati · Koeweit · Kroatië · Laos · Lesotho · Letland · Libanon · Liberia · Libië · Liechtenstein · Litouwen · Luxemburg · Macedonië · Madagaskar · Malawi · Maldiven · Maleisië · Mali · Malta · Marshalleilanden · Marokko · Mauritanië · Mauritius · Mexico · Micronesië · Moldavië · Monaco · Mongolië · Montenegro · Mozambique · Myanmar · Namibië · Nauru · Nederland · Nepal · Nicaragua · Nieuw-Zeeland · Niger · Nigeria · Noord-Korea · Noorwegen · Oeganda · Oekraïne · Oezbekistan · Oman · Oostenrijk · Oost-Timor · Pakistan · Palau · Palestina · Panama · Papoea-Nieuw-Guinea · Paraguay · Peru · Polen · Portugal · Puerto Rico · Qatar · Roemenië · Rusland · Rwanda · Saint Kitts en Nevis · Saint Lucia · Saint Vincent en Grenadines · Salomonseilanden · Samoa · San Marino · Sao Tomé en Principe · Saoedi-Arabië · Senegal · Servië · Seychellen · Sierra Leone · Singapore · Slovenië · Slowakije · Soedan · Somalië · Spanje · Sri Lanka · Suriname · Swaziland · Syrië · Tadzjikistan · Tanzania · Thailand · Togo · Tonga · Trinidad en Tobago · Tsjaad · Tsjechië · Tunesië · Turkije · Turkmenistan · Tuvalu · Uruguay · Vanuatu · Venezuela · Verenigde Arabische Emiraten · Verenigde Staten · Vietnam · Wit-Rusland · Zambia · Zimbabwe · Zuid-Afrika · Zuid-Korea · Zweden · Zwitserland · Onafhankelijke atleten